# Lucien Andriot
Pour les articles homonymes, voir Andriot.
Lucien Andriot, né le 19 novembre 1892 à Paris 20e, mort le 19 mars 1979 à Riverside (Californie), est un directeur de la photographie français.
Ayant fait carrière essentiellement aux États-Unis, il était membre de l'American Society of Cinematographers et parfois crédité sous le nom américanisé de Lucien N. Andriot.

## Biographie
Au cinéma, Lucien Andriot débute comme chef opérateur sur une quarantaine de courts métrages muets français, presque tous réalisés par Victorin-Hippolyte Jasset et sortis entre 1909 et 1913. L'actrice Josette Andriot (1886-1942), sa sœur, joue dans la plupart d'entre eux.
En 1914, il s'installe définitivement aux États-Unis et poursuit son activité à Hollywood. Ainsi, il est directeur de la photographie sur plus de cent-cinquante films américains (dont des westerns), le premier sorti cette même année 1914, le dernier — une coproduction américano-japonaise — sorti en 1955.
En particulier, il collabore avec sept réalisateurs français ayant fait partiellement carrière à Hollywood, Albert Capellani (ex. : La Dame aux camélias en 1915, avec Clara Kimball Young), Émile Chautard (Daytime Wives en 1923), René Clair (Dix Petits Indiens en 1945, avec Barry Fitzgerald et Walter Huston), Léonide Moguy (Paris after Dark en 1943, avec George Sanders, Philip Dorn et Brenda Marshall), Léonce Perret (ex. : N'oublions jamais en 1918), Jean Renoir (ex. : L'Homme du Sud en 1945, avec Zachary Scott et Betty Field), et enfin, Maurice Tourneur (ex. : Pauvre petite fille riche en 1917, avec Mary Pickford). Le deuxième cité, Émile Chautard, s'installe lui aussi définitivement en 1914 aux États-Unis (il est de plus naturalisé américain).
Lucien Andriot travaille également, entre autres, aux côtés des réalisateurs américains Edward H. Griffith (ex. : Café métropole en 1937, avec Loretta Young et Tyrone Power), William K. Howard (ex. : A Ship Comes In en 1928, avec Rudolph Schildkraut et Louise Dresser), Edgar George Ulmer (Le Démon de la chair en 1946, avec Hedy Lamarr et George Sanders), William A. Seiter (ex. : Borderline en 1950, avec Fred MacMurray et Claire Trevor), Charles Vidor (ex. : The Lady in Question en 1940, avec Brian Aherne, Rita Hayworth et Glenn Ford), ou encore Raoul Walsh (ex. : La Piste des géants en 1930, avec John Wayne et Ian Keith).
À la télévision, il est chef opérateur sur onze séries, un téléfilm et une émission de divertissement, entre 1950 et 1960, année où il se retire. Son épouse est décédée en 1988 à 89 ans.

## Filmographie partielle
Au cinéma

(Films américains, sauf mention contraire ou complémentaire)

### Années 1910
- 1909 : Rédemption de Victorin-Hippolyte Jasset (court métrage français)
- 1911 : Zigomar de Victorin-Hippolyte Jasset (court métrage français)
- 1912 : La Fille de l'autre de Victorin-Hippolyte Jasset (court métrage français)
- 1912 : L'Étrange Contrebandier de Victorin-Hippolyte Jasset (court métrage français)
- 1913 : Trompe-la-mort ou Vautrin de Charles Krauss (court métrage français)
- 1913 : L'Assaut de la terre d'Émile Chautard et Victorin-Hippolyte Jasset (court métrage français)
- 1913 : Le Mystérieux voyageur ou La Justicière, épisode 1 : Le Mystérieux Voyageur de Gérard Bourgeois et Victorin-Hippolyte Jasset (court métrage français)
- 1913 : Le Collier de Kali de Victorin-Hippolyte Jasset (court-métrage français)
- 1914 : The Marked Woman d'O.A.C. Lund
- 1915 : The Face in the Moonlight d'Albert Capellani
- 1915 : The Price de Joseph A. Golden
- 1915 : Insouciance (A Butterfly on the Wheel) de Maurice Tourneur
- 1915 : La Dame aux camélias (Camille) d'Albert Capellani
- 1916 : The Feast of Life d'Albert Capellani
- 1916 : The Almighty Dollar de Robert Thornby
- 1916 : La Bohème (La Vie de bohème) d'Albert Capellani
- 1917 : Fille d'Écosse (The Pride of the Clan) de Maurice Tourneur
- 1917 : On Dangerous Ground de Robert Thornby
- 1917 : La Casaque verte (The Whip) de Maurice Tourneur
- 1917 : Le Maître du silence (The Silent Master) de Léonce Perret
- 1917 : Pauvre petite fille riche (The Poor Little Rich Girl) de Maurice Tourneur
- 1917 : Folie d'amour (The Mad Lover) de Léonce Perret
- 1918 : N'oublions jamais (Lest we forget) de Léonce Perret
- 1918 : Le Million des sœurs jumelles (The Million Dollar Dollies) de Léonce Perret
- 1919 : Cœurs de vingt ans (Oh Boy !) d'Albert Capellani
- 1919 : The Right to lie d'Edwin Carewe
- 1919 : Le Ruisseau (The Virtuous Model) d'Albert Capellani

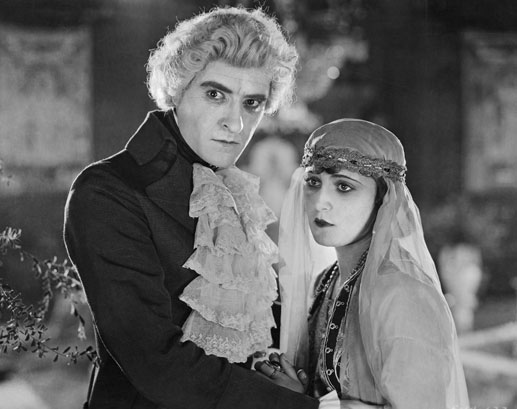
Prise de vue pour Monte Cristo (1922)
John Gilbert et Virginia Brown Faire

### Années 1920
- 1920 : The Man Who Lost Himself de Clarence G. Badger et George D. Baker
- 1920 : Help Wanted - Male de Henry King
- 1920 : La Marque infâme (Half a Chance), de Robert Thornby
- 1921 : Un Yankee à la cour du roi Arthur (A Connecticut Yankee in King Arthur's Court) d'Emmett J. Flynn
- 1921 : That Girl Montana de Robert Thornby
- 1921 : Why trust your Husband de George Marshall
- 1921 : La Tare (Shame) de Emmett J. Flynn
- 1921 : La Loi sacrée (The Primal Law) de Bernard J. Durning
- 1922 : Le Roman de Janette (The Ragged Heiress) de Harry Beaumont
- 1922 : Monte Cristo d'Emmett J. Flynn
- 1922 : Roughshod de William Reeves Easton
- 1922 : L'Amour qui tue (A Fool there was) d'Emmett J. Flynn
- 1922 : When Love comes de William A. Seiter
- 1922 : Captain Fly-by-Night de William K. Howard
- 1923 : In the Palace of the King d'Emmett J. Flynn
- 1923 : Daytime Wives d'Émile Chautard
- 1924 : The Dangerous Flirt de Tod Browning
- 1924 : East of Broadway de William K. Howard
- 1925 : Dans la fournaise (Code of the West) de William K. Howard
- 1925 : La Ruée sauvage (The Thundering Herd) de William K. Howard
- 1926 : The Cruise of the Jasper B de James W. Horne
- 1926 : Le Dé rouge (Red Dice) de William K. Howard
- 1926 : Volcano de William K. Howard
- 1927 : White Gold de William K. Howard
- 1926 : Almost Human de Frank Urson
- 1927 : Les Amours de Carmen (The Loves of Carmen) de Raoul Walsh
- 1928 : Minuit à Frisco (The River Pirate) de William K. Howard
- 1928 : Sa nouvelle patrie (A Ship Comes In) de William K. Howard
- 1929 : Happy Days de Benjamin Stoloff
- 1929 : Je suis un assassin (The Valiant) de William K. Howard
- 1929 : Chasing Through Europe de David Butler et Alfred L. Werker
- 1929 : Christina de William K. Howard

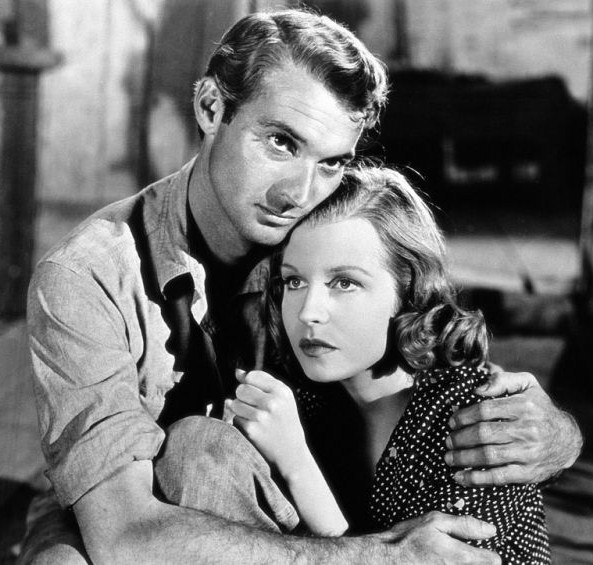
Prise de vue pour L'Homme du Sud (1945)
Zachary Scott et Betty Field

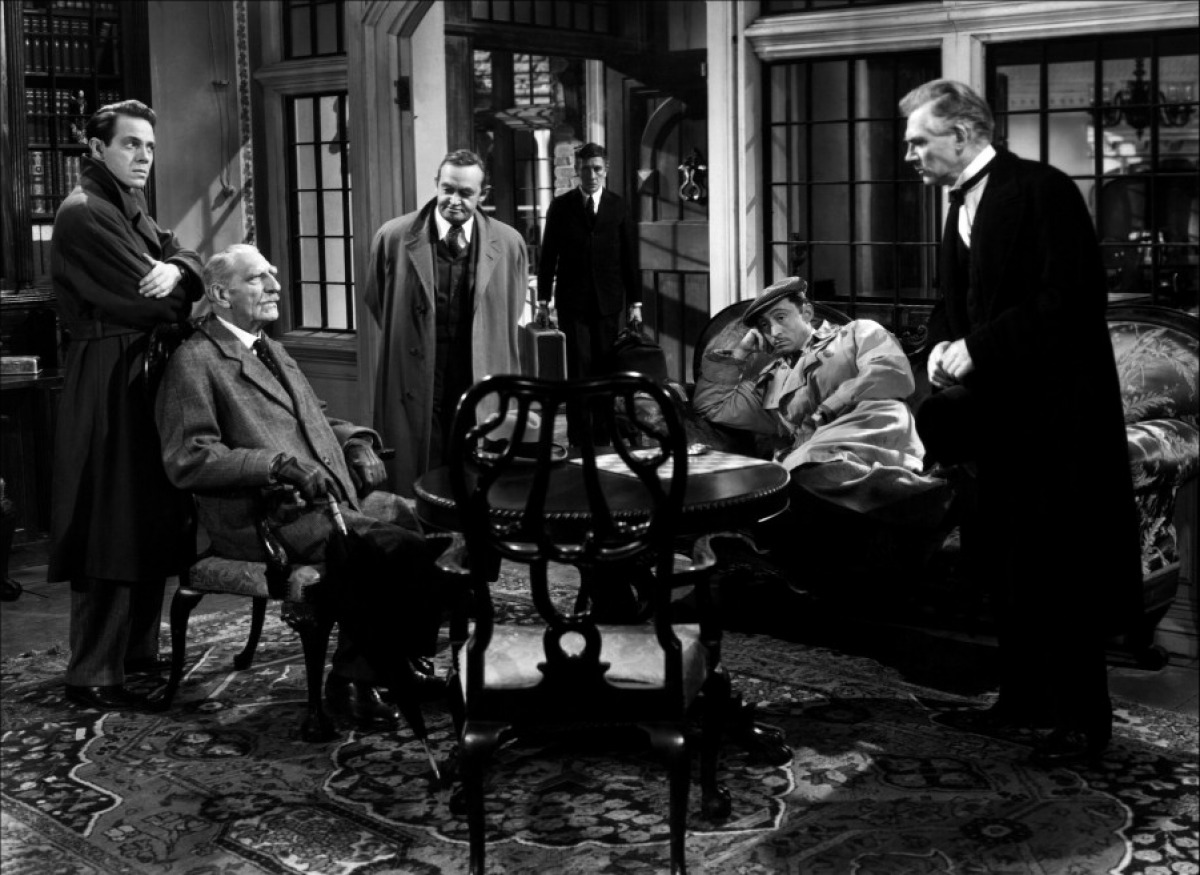
Prise de vue pour Dix Petits Indiens (1945)
De gauche à droite : Louis Hayward, C. Aubrey Smith, Barry Fitzgerald, Richard Haydn, Mischa Auer et Walter Huston

### Années 1930
- 1930 : La Piste des géants (The Big Trail) de Raoul Walsh
- 1931 : Papa longues jambes (Daddy Long Legs) d'Alfred Santell
- 1931 : The Spy de Berthold Viertel
- 1931 : Prudence avec les femmes (Women of All Nations) de Raoul Walsh
- 1932 : Prestige de Tay Garnett
- 1932 : L'Oiseau de paradis (Bird of Paradise) de King Vidor
- 1933 : Hallelujah, I'm a Bum ! de Lewis Milestone
- 1933 : Topaze de Harry d'Abbadie d'Arrast
- 1933 : Bondage d'Alfred Santell
- 1933 : Le Docteur Cornelius (Before Dawn) d'Irving Pichel
- 1933 : Penthouse de W.S. Van Dyke
- 1934 : Miss Carrott (Anne of Green Gables) de George Nichols Jr.
- 1934 : Deux tout seuls (Two Alone) d'Elliott Nugent
- 1934 : The Crime Doctor de John Stuart Robertson
- 1934 : Le Calvaire de Flora Winters (The Life of Vergie Winters) d'Alfred Santell
- 1935 : Chasing Yesterday de George Nichols Jr.
- 1935 : Hooray for Love de Walter Lang
- 1935 : Captain Hurricane de John Stuart Robertson
- 1935 : His Family Tree de Charles Vidor
- 1935 : Grande Dame (Grand Old Girl) de John S. Robertson
- 1936 : Charlie Chan à l'Opéra (Charlie Chan at the Opera) d'H. Bruce Humberstone
- 1936 : Le Joyeux Bandit (The Gay Desperado) de Rouben Mamoulian
- 1937 : Sur l'avenue (On the Avenue) de Roy Del Ruth
- 1937 : Café métropole (Café Metropole) d'Edward H. Griffith
- 1937 : Brelan d'as (You can't have Everything) de Norman Taurog
- 1937 : Big Town Girl d'Alfred L. Werker
- 1937 : Kidnappez-moi, Monsieur ! (I'll take Romance) d'Edward H. Griffith
- 1938 : Monsieur Moto sur le ring (Mr. Moto's Gamble) de James Tinling
- 1938 : Pour un million (I'll Give a Million) de Walter Lang
- 1938 : Always in Trouble de Joseph Santley
- 1938 : Monsieur tout-le-monde (Thanks for Everything) de William A. Seiter
- 1939 : Monsieur Moto en péril (Mr. Moto in Danger Island) de Herbert I. Leeds
- 1939 : The Arizona Wildcat de Herbert I. Leeds
- 1939 : Quick Millions de Malcolm St. Clair
- 1939 : Tout se passe la nuit (Everything happens at Night) d'Irving Cummings

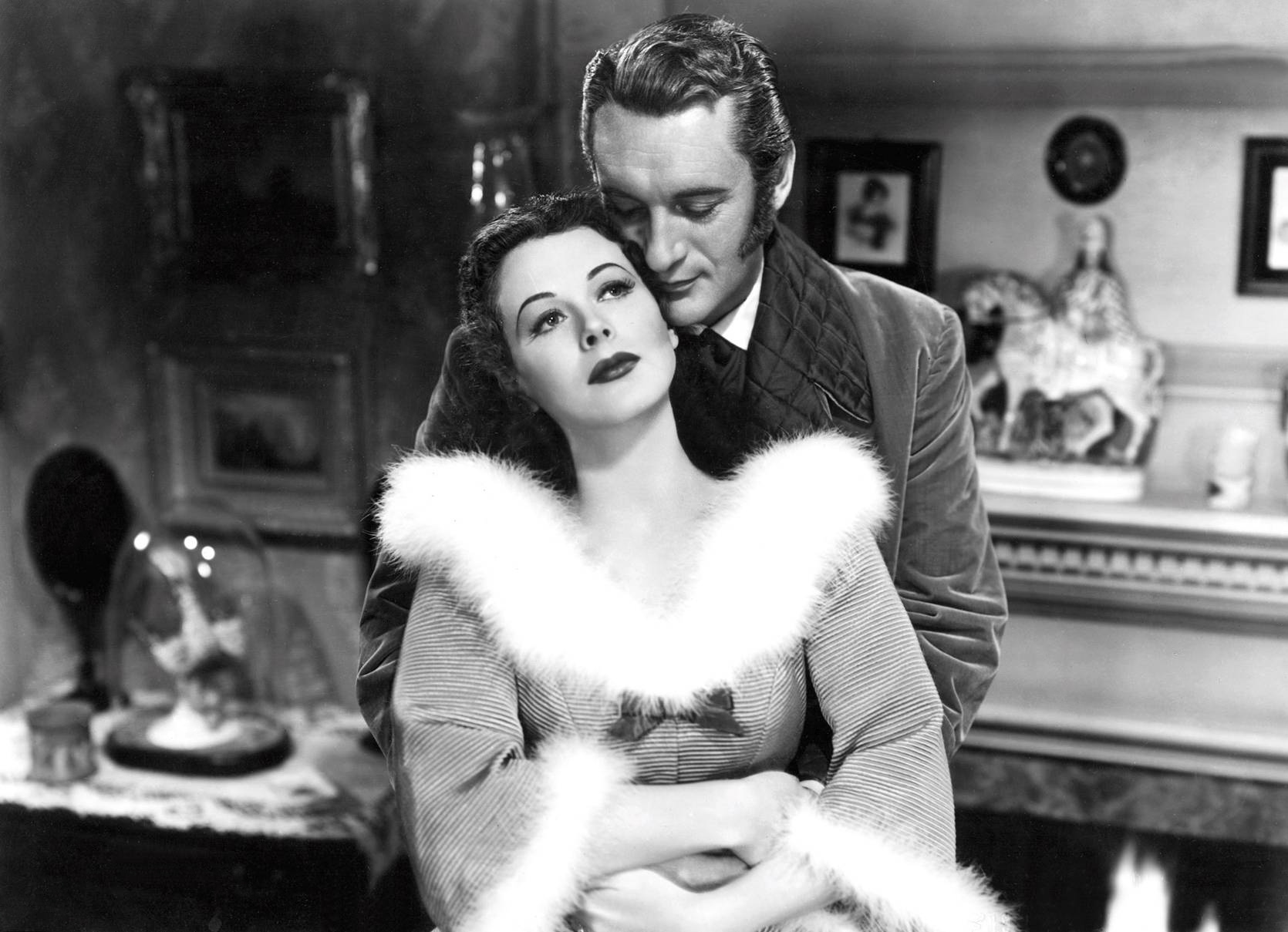
Prise de vue pour Le Démon de la chair (1946)
Hedy Lamarr et George Sanders

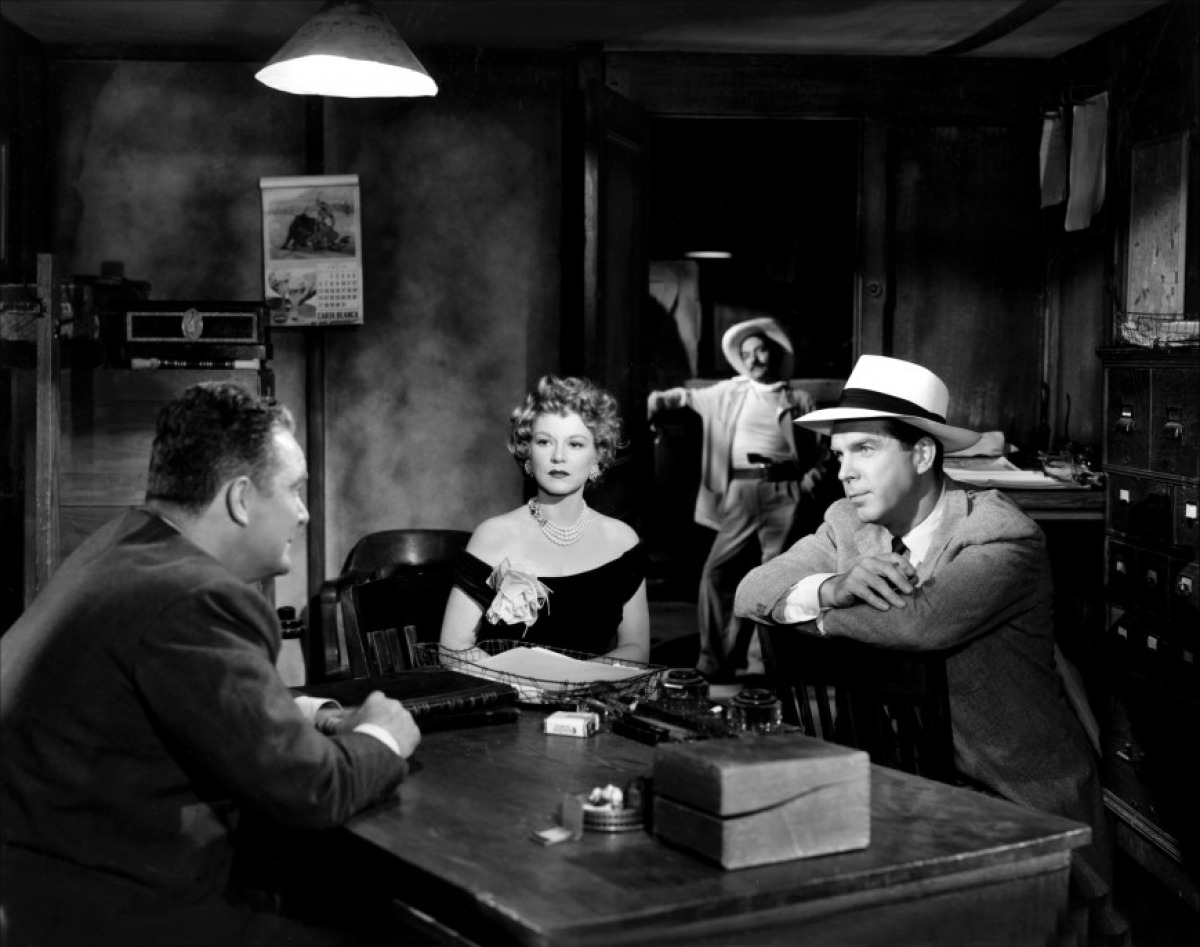
Prise de vue pour Borderline (1950)
De gauche à droite : Roy Roberts, Claire Trevor, José Torvay et Fred MacMurray

### Années 1940
- 1940 : The Lady in Question de Charles Vidor
- 1940 : City of Chance de Ricardo Cortez
- 1940 : High School de George Nichols Jr.
- 1940 : Earthbound d'Irving Pichel
- 1940 : Lucky Cisco Kid (en) d'H. Bruce Humberstone
- 1941 : Le Roméo errant (Ride on Vaquero) de Herbert I. Leeds
- 1941 : Riders of the Purple Sage de James Tinling
- 1942 : On the Sunny Side de Harold D. Schuster
- 1942 : The Mad Martindales d'Alfred L. Werker
- 1942 : Shanghaï, nid d'espions[3] (Secret Agent of Japan)
- 1942 : The Loves of Edgar Allan Poe de Harry Lachman
- 1942 : Le Témoin disparu (Just Off Broadway) de Herbert I. Leeds
- 1943 : Les Rois de la blague (Jitterbugs) de Malcolm St. Clair
- 1943 : They came to Blow Up America d'Edward Ludwig
- 1943 : Paris after Dark de Léonide Moguy
- 1944 : J'avais cinq fils (The Fighting Sullivans) de Lloyd Bacon
- 1944 : Le Singe velu (The Hairy Ape) d'Alfred Santell
- 1945 : L'Homme du Sud (The Southerner) de Jean Renoir
- 1945 : Dix Petits Indiens (And Then There Were None) de René Clair
- 1946 : Lady Luck (en) d'Edwin L. Marin
- 1946 : Le Démon de la chair (The Strange Woman) d'Edgar George Ulmer
- 1946 : Le Journal d'une femme de chambre (The Diary of a Chambermaid) de Jean Renoir
- 1947 : La Nouvelle-Orléans (New Orleans) d'Arthur Lubin
- 1947 : La Femme déshonorée (Dishonored Lady) de Robert Stevenson
- 1947 : L'assassin ne pardonne pas (The Corpse came C.O.D.) de Henry Levin
- 1947 : Intrigue d'Edwin L. Marin
- 1949 : La Dernière Charge (Outpost in Morroco) de Robert Florey

### Années 1950
- 1950 : Johnny One-Eye de Robert Florey
- 1950 : Poison blanc (Borderline) de William A. Seiter
- 1951 : Home Town Story d'Arthur Pierson
- 1955 : L'Abominable Homme des neiges (Half Human : The Story of the Abominable Snowman) d'Ishirō Honda et Kenneth G. Crane (film américano-japonais)

### À la télévision
- 1950 : The Last Half Hour : The Mayerling Story, téléfilm de Richard Oswald
- 1950 : One Hour in Wonderland, émission de divertissement de Robert Florey